# Deusa virgem

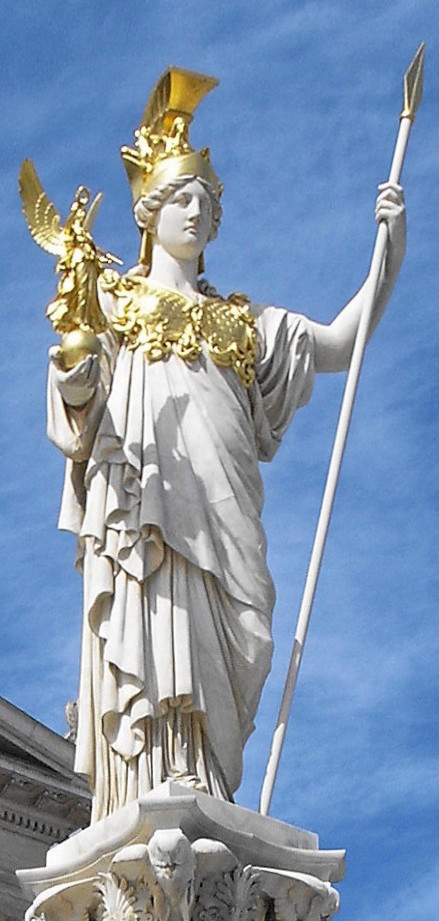
Atena Partenos, uma das três grandes deusas virgens da mitologia grega. Estátua em frente do Parlamento da Áustria em Viena.

Na mitologia grega e romana, várias deusas são distinguidas por sua virgindade perpétua. Essas deusas incluíam as divindades gregas Héstia, Atena, e Ártemis, junto com suas equivalentes romanas, Vesta, Minerva, e Diana. Em alguns casos, a inviolabilidade dessas deusas era simplesmente um detalhe de sua mitologia, enquanto em outros casos a virgindade também era associada à sua adoração e ritos religiosos.

## Héstia e Vesta
No mito grego, Héstia era uma dos seis filhos de Cronos e Reia, a primeira de suas três filhas e, portanto, a mais velha dos doze deuses olímpicos. Ela era a irmã mais velha de Zeus, Poseidon, Hades, Hera e Deméter, e era reverenciada como deusa da lareira e da vida doméstica. Ela foi cortejada por Poseidon e Apolo, mas os rejeitou e jurou um voto de virgindade perpétua a seu irmão, Zeus, que lhe concedeu uma parte da honra de todos os templos.
Os romanos identificaram Héstia com Vesta, que também era considerada a deusa do lar e da hospitalidade. Diz-se que sua adoração é anterior à fundação de Roma, e seu templo ficava no fórum, entre os Montes Capitolino e Palatino. Era cuidado pelas Virgens Vestais, um colégio de sacerdotisas que se diz ter sido instituído por Numa Pompílio, o segundo rei de Roma. Como a própria deusa, as Vestais faziam um juramento de celibato, que eram obrigadas a manter durante a duração de seu serviço, um prazo de trinta anos, embora fossem livres para se casar depois. A quebra desse voto era considerada uma ofensa maior do que mera negligência no cumprimento do dever; uma vestal que negligentemente permitisse que a chama sagrada se apagasse seria açoitada, mas uma que violasse seu voto de celibato seria punida com a morte, geralmente sendo sepultada viva em uma câmara subterrânea dentro da Porta Colina.

## Atena e Minerva
Atena era geralmente considerada filha de Zeus por sua primeira esposa, Métis, a deusa da prudência. Ela era uma deusa da sabedoria e da guerra, agricultura, atividade doméstica, indústria, lei e justiça. A maioria das tradições a torna uma deusa virgem, imune aos encantos do amor romântico ou casamento; um de seus epítetos mais comuns é Partenos, "a donzela", e seu templo mais famoso da antiguidade—ainda parcialmente existente—é o Partenon de Atenas. Em uma tradição, Atena repeliu uma tentativa de Hefesto de forçá-la e o fez fugir. Calímaco e o Pseudo-Apolodoro relatam um mito de que Tirésias ficou cego depois de testemunhar Atena nua em seu banho; uma tradição semelhante foi atribuída a Ártemis e ao caçador Acteon. Atena está sempre vestida nas estátuas gregas, e em Atenas sua estátua era totalmente coberta quando carregada em festivais públicos. Em algumas tradições, Atena recebia sacrifícios de touros, carneiros ou vacas, mas em outras apenas animais fêmeas, excluindo cordeiros. De acordo com a Suda, depois que o local de Tróia foi reocupado, para expiar o estupro de Cassandra por Ájax, o Menor, no templo de Atena, donzelas lócrias eram enviadas como sacrifícios a Atena, a cada ano até 346 a.C.
Na mitologia romana, Atena era identificada com Minerva, que compartilhava muitos dos traços e características de sua contraparte grega. Ao relatar o Julgamento de Páris para o público romano, Ovídio diverge das tradições gregas sobre Atena ao descrever Juno, Minerva, e Vênus, despidas para a avaliação do príncipe troiano. Embora ainda considerada uma deusa virgem, a única maneira pela qual isso parece ter se refletido na adoração de Minerva é que seus sacrifícios eram bezerros que não haviam sido chicoteados nem amarrados.

## Ártemis e Diana

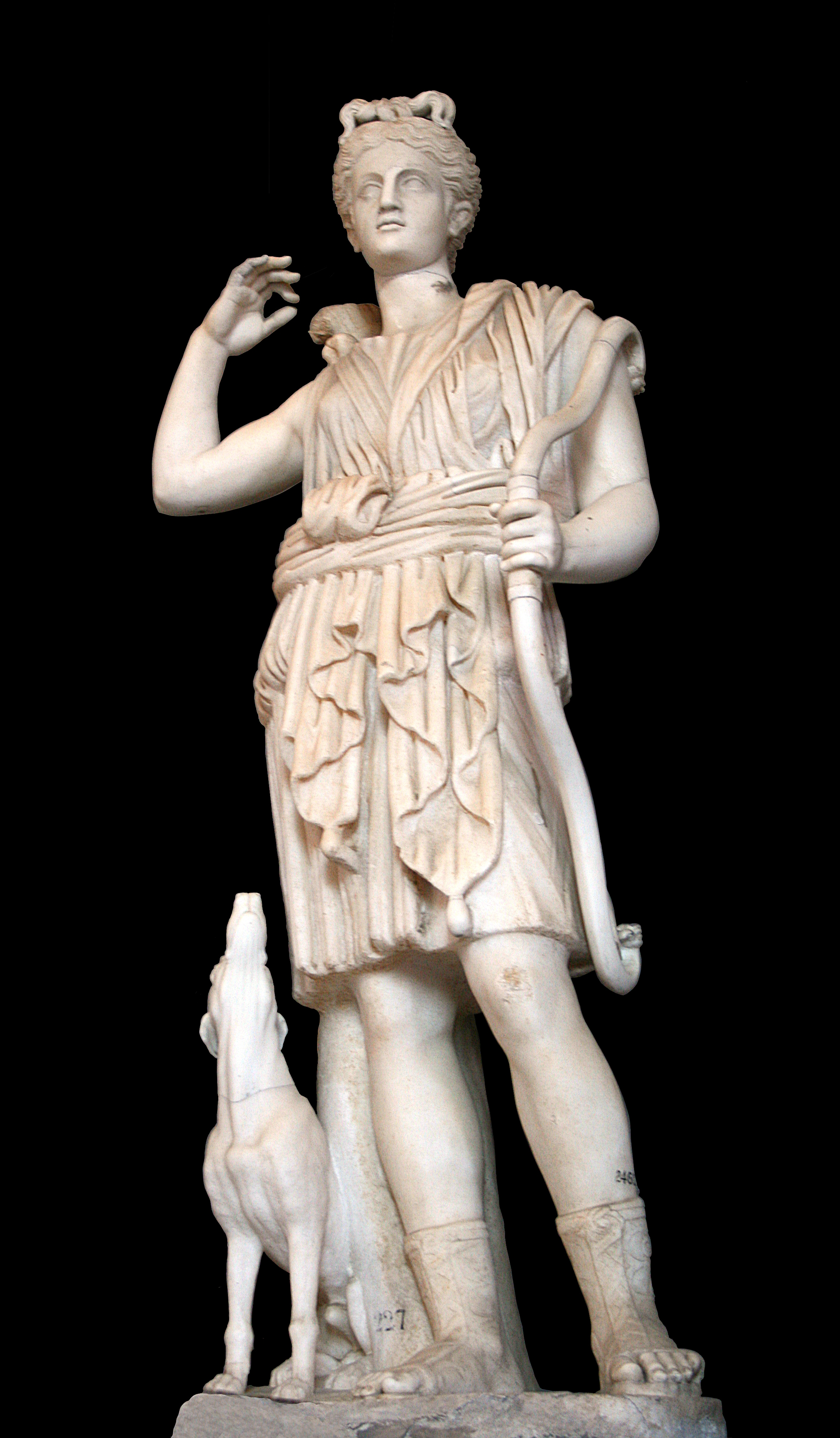
Diana, cópia romana de um original grego. Galleria dei Candelabri, Museus do Vaticano. Foto por Jean-Pol Grandmont.

De acordo com a maioria das tradições, Ártemis era filha de Zeus e Leto, e irmã gêmea de Apolo. Ela era intimamente associada ao seu irmão, alguns dos quais ela compartilhava atributos, e de acordo com um mito também era sua esposa. Entretanto, em todas as tradições, Ártemis era uma deusa virgem e ferozmente protetora de sua castidade; seus sacerdotes e sacerdotisas também deveriam levar vidas puras e imaculadas. Em um mito bem conhecido, Ártemis transformou o caçador Acteon em um cervo depois que ele a descobriu se banhando na floresta, para que nenhum homem pudesse se gabar de vê-la nua; ele foi então despedaçado por seus cães.
A deusa romana Diana, com quem Ártemis era equiparada, era, sem dúvida, de adoração antiga, mas a natureza original de seu culto permanece misteriosa. Desde o período mais antigo, ela foi reverenciada em um bosque sagrado perto de Arícia, no Lácio. Em Roma, Diana era considerada uma padroeira especial dos plebeus, e seu templo no Monte Aventino foi construído por Sérvio Túlio, o sexto rei romano. Dizia-se que Diana rejeitava todos os homens que pediam sua mão, para que pudesse permanecer virgem para sempre. Os homens se abstinham de entrar no templo de Diana que ficava no Vicus Patricius, embora, de acordo com Plutarco, isso fosse resultado de uma superstição, em vez de qualquer proibição expressa; os homens entravam livremente em outros templos consagrados a Diana. Em suas Questões Romanas, Plutarco relata que um homem foi despedaçado por cães após agredir uma mulher que estava adorando no templo.